# Marriott-Slaterville
Marriott-Slaterville is een plaats (city) in de Amerikaanse staat Utah, en valt bestuurlijk gezien onder Weber County.

## Demografie
Bij de volkstelling in 2000 werd het aantal inwoners vastgesteld op 1425.
In 2006 is het aantal inwoners door het United States Census Bureau geschat op 1474, een stijging van 49 (3.4%).

## Geografie
Volgens het United States Census Bureau beslaat de plaats een oppervlakte van
19,3 km², waarvan 18,8 km² land en 0,5 km² water.

## Plaatsen in de nabije omgeving
De onderstaande figuur toont nabijgelegen plaatsen in een straal van 8 km rond Marriott-Slaterville.